# 플랜에이 엔터테인먼트의 음반
이 문서는 플랜에이엔터테인먼트에서 발매한 음반의 목록이다.

## 2010년대
- 2010년 11월 4일 허각 - [Digital Single] 언제나
- 2010년 11월 16일 허각 - 허각 1st 미니앨범
- 2011년 1월 3일 허각 - 글러브 OST (My Love)[1]
- 2011년 4월 19일 에이핑크 - Seven Springs Of Apink
- 2011년 6월 1일 허각 - 최고의 사랑 OST Part.5
- 2011년 6월 23일 에이핑크 - [Digital Single] It Girl
- 2011년 8월 3일 에이핑크 - 보스를 지켜라 OST Part.1
- 2011년 9월 16일 허각 - LIKE 1st MINI ALBUM`First Story`
- 2011년 11월 7일 허각 - [Digital Single] 죽고 싶단 말 밖에
- 2011년 11월 22일 에이핑크 - Snow Pink
- 2011년 12월 9일 허각 - [Digital Single] 그 노래를 틀 때마다[2]
- 2012년 2월 3일 마리오 - [Digital Single] 문자
- 2012년 3월 14일 정은지 - [Digital Single]`A CUBE`FOR SEASON # GREEN[3]
- 2012년 4월 3일 허각 - LACRIMOSO
- 2012년 4월 19일 에이핑크 - [Digital Single] 4월 19일
- 2012년 5월 9일 에이핑크 - UNE ANNEE
- 2012년 6월 25일 허각 - [Digital Single] 한사람 - 빅 OST
- 2012년 7월 6일 에이핑크 - [Digital Single] BUBIBU
- 2012년 8월 1일 마리오 - [Digital Single] MAYDAY
- 2012년 8월 21일 허각 - [Digital Single] I Need You[4]
- 2012년 8월 28일 정은지 - 응답하라 1997 Love Story Part.1
- 2012년 9월 4일 정은지 - 응답하라 1997 Love Story Part.2
- 2012년 9월 14일 허각 - [Digital Single] 아프다
- 2013년 1월 3일 정은지, 김남주 - [Digital Single]'A CUBE' FOR SEASON # WHITE[5]
- 2013년 2월 5일 허각 - LITTLE GIANT
- 2013년 5월 31일 정은지, 허각 - [Digital Single]`A CUBE` FOR SEASON # BLUE
- 2013년 7월 5일 에이핑크 - Secret Garden
- 2013년 8월 13일 허각 - [Digital Single] 넌 내꺼라는걸
- 2013년 11월 11일 허각 - Reminisce
- 2014년 1월 13일 에이핑크 - [Digital Single] Good Morning Baby
- 2014년 2월 5일 허각 - 별에서 온 그대 OST Part.6
- 2014년 3월 31일 에이핑크 - Pink Blossom
- 2014년 6월 27일 Apink BnN - [Digital Single] My Darling (마이달링)
- 2014년 7월 8일 정은지, 허각 - [Digital Single]`A CUBE`FOR SEASON # Sky Blue
- 2014년 10월 7일 허각 - [Digital Single] DAY N NIGHT
- 2014년 10월 22일 에이핑크 - [Japan Digital Single] NoNoNo
- 2014년 11월 24일 에이핑크 - Pink LUV
- 2014년 12월 17일 에이핑크 - 2011-2014 Best Of Apink (Korean Ver.)
- 2015년 2월 18일 에이핑크 - [Japan Digital Single] Mr.Chu (On Stage)
- 2015년 3월 17일 허각 - [Digital Single] 사월의 눈
- 2015년 4월 19일 에이핑크 - [Digital Single] 새끼손가락
- 2015년 5월 20일 에이핑크 - [Japan Digital Single] LUV
- 2015년 5월 22일 허각 - [Digital Single] 동네술집[6]
- 2015년 6월 2일 김남주 - [Digital Single] A Cube For Season (Blue Season 2)[7]
- 2015년 6월 16일 윤보미 - 썸남썸녀 OST Part.1[8]
- 2015년 7월 16일 에이핑크 - Pink Memory
- 2015년 8월 26일 에이핑크 - PINK SEASON
- 2015년 10월 14일 허각 - [Digital Single] 밤을 새
- 2015년 10월 21일 Apink BnN - [Digital Single] 투유 프로젝트 - 슈가맨 Part.1[9]
- 2015년 11월 23일 허각 - 겨울동화
- 2015년 12월 9일 에이핑크 - [Japan Digital Single] Sunday Monday
- 2016년 2월 4일 허각 - [Digital Single] 벌써 겨울[10]
- 2016년 3월 23일 에이핑크 - Brand New Days
- 2016년 4월 18일 정은지 - Dream
- 2016년 4월 19일 에이핑크 - [Digital Single] 네가 손짓해주면
- 2016년 5월 19일 정은지 - 딴따라 OST Part.6
- 2016년 6월 1일 윤보미 - [Digital Single] 투유 프로젝트 - 슈가맨 Part.33[11]
- 2016년 7월 20일 윤보미,김남주 - [Digital Single] Merry Summer[12]
- 2016년 7월 21일 허각,정은지 - [Digital Single] `Plan A` First Episode
- 2016년 8월 28일 윤보미 - 신데렐라와 네 명의 기사 OST Part.4
- 2016년 9월 1일 허각, 빅톤 - [Digital Single] `Plan A` Second Episode
- 2016년 9월 26일 에이핑크 - Pink Revolution
- 2016년 11월 6일 정은지 - 인기가요 뮤직크러쉬 Part.1[13]
- 2016년 11월 9일 빅톤 - Voice to New World
- 2016년 12월 15일 에이핑크 - Dear
- 2016년 12월 21일 에이핑크 - PINK DOLL
- 2017년 1월 31일 허각 - 연서
- 2017년 2월 16일 허각 - [Digital Single] 반창고[14]
- 2017년 2월 25일 정은지 - 힘쎈여자 도봉순 OST Part.1
- 2017년 3월 2일 빅톤 - Ready
- 2017년 4월 10일 정은지 - 공간
- 2017년 4월 19일 에이핑크 - [Digital Single] Always
- 2017년 5월 5일 허각 -   맨투맨 OST Part.3
- 2017년 6월 26일 에이핑크 - Pink Up
- 2017년 8월 3일 에이핑크,허각,빅톤 - [Digital Single] `Plan A` Third Episode
- 2017년 8월 14일 Apink BnN - 학교 2017 OST Part.6
- 2017년 8월 23일 빅톤 - Identity
- 2017년 9월 9일 정은지 - [Digital Single] 언제나 내겐 마음을 읽는 친구가 있었다
- 2017년 9월 24일 허각 - 안단테 OST Part.1
- 2017년 11월 9일 빅톤 - From.VICTON
- 2017년 11월 27일 허각 - [Digital Single] 바보야
- 2018년 2월 6일 허각 - [Digital Single] 마지막으로 안아도 될까
- 2018년 4월 9일 빅톤 - 그남자 오수 OST Part.6
- 2018년 4월 19일 에이핑크 - [Digital Single] 기적 같은 이야기
- 2018년 5월 2일 정은지 - Suits OST Part.2
- 2018년 5월 23일 빅톤 - [Digital Single] 오월애(俉月哀)
- 2018년 6월 13일 허각 - 훈남정음 OST Part.4
- 2018년 7월 2일 에이핑크 - ONE & SIX
- 2018년 10월 17일 정은지 - 혜화
- 2018년 11월 5일 Apink BnN - 최고의 이혼 OST Part.5
- 2018년 11월 28일 허각 - [Digital Single] 흔한 이별
- 2019년 1월 7일 에이핑크 - PERCENT
- 2019년 1월 14일 허각 - 일단 뜨겁게 청소하라 OST Part.8
- 2019년 2월 14일 윤보미, 김남주 - 너 미워! 줄리엣 OST Part.1[15]
- 2019년 2월 27일 허각 - 왜 그래 풍상씨 OST Part.6
- 2019년 3월 21일 한승우, 최병찬 - [Digital Single] _지마 (X1-MA)[16]